# Elaeocarpus calomala
Espèce
Synonymes
- Elaeocarpus calomala var. pustulatus (Merr.) Weibel[1]

Elaeocarpus calomala est une espèce de plantes de la famille des Elaeocarpaceae.

## Liste des variétés
Selon Catalogue of Life (10 avril 2019) :
- variété Elaeocarpus calomala var. pustulatus
- variété Elaeocarpus calomala var. villosiusculus

Selon The Plant List (10 avril 2019) :
- variété Elaeocarpus calomala var. pustulatus (Merr.) Weibel
- variété Elaeocarpus calomala var. villosiusculus (Warb.) Weibel

Selon Tropicos (10 avril 2019) (Attention liste brute contenant possiblement des synonymes) :
- variété Elaeocarpus calomala var. pustulatus (Merr.) Weibel
- variété Elaeocarpus calomala var. villosuisculus (Warb.) Weibel

## Publication originale
- Philippine Journal of Science 10: 43. 1915.